# 1984年夏季残疾人奥林匹克运动会波兰代表团
1984年夏季残疾人奥林匹克运动会波兰代表团是波兰派出的1984年夏季残疾人奥林匹克运动会代表团。获得46枚金牌、39枚银牌和21枚铜牌。